# Campeonato Mundial de Esquí Nórdico de 1933
El X Campeonato Mundial de Esquí Nórdico se celebró en la localidad de Innsbruck (Austria) entre el 8 y el 13 de febrero de 1933 bajo la organización de la Federación Internacional de Esquí (FIS) y la Federación Austríaca de Esquí.

## Esquí de fondo
| Evento                   | Oro                                                                                           | Plata                                                                              | Bronce                                                                                         |
| ------------------------ | --------------------------------------------------------------------------------------------- | ---------------------------------------------------------------------------------- | ---------------------------------------------------------------------------------------------- |
| 18 km (10.02)            | Nils-Joel Englund · Suecia · 1:02:19                                                          | Hjalmar Bergström · Suecia · 1:02:40                                               | Väinö Liikkanen · Finlandia · 1:02:47                                                          |
| 50 km (12.02)            | Veli Saarinen · Finlandia · 4:13:49                                                           | Sven Utterström · Suecia · 4:14:31                                                 | Hjalmar Bergström · Suecia · 4:17:06                                                           |
| Relevo 4 × 10 km (12.02) | Suecia · Per-Erik Hedlund · Sven Utterström · Nils-Joel Englund · Hjalmar Bergström · 2:49:00 | Checoslovaquia František Šimůnek Vladimír Novák Antonín Bartoň Cyril Musil 2:57:34 | Austria · Hugo Gstrein · Hermann Gadner · Balthasar Niederkofler · Harald Paumgarten · 2:57:51 |

## Salto en esquí
| Evento                       | Oro                                 | Plata                                    | Bronce                              |
| ---------------------------- | ----------------------------------- | ---------------------------------------- | ----------------------------------- |
| Trampolín individual (08.02) | Marcel Reymond · Suiza · 224,0 pts. | Rudolf Burkert Checoslovaquia 213,8 pts. | Sven Eriksson · Suecia · 210,9 pts. |

## Combinada nórdica
| Evento             | Oro                            | Plata                               | Bronce                         |
| ------------------ | ------------------------------ | ----------------------------------- | ------------------------------ |
| Individual (08.02) | Sven Eriksson · Suecia · 454,1 | Antonín Bartoň Checoslovaquia 422,0 | Harald Bosio · Austria · 415,0 |

## Medallero
| Núm. | País           | Oro | Plata | Bronce | Total |
| ---- | -------------- | --- | ----- | ------ | ----- |
| 1    | Suecia         | 3   | 2     | 2      | 7     |
| 2    | Finlandia      | 1   | 0     | 1      | 2     |
| 3    | Suiza          | 1   | 0     | 0      | 1     |
| 4    | Checoslovaquia | 0   | 3     | 0      | 3     |
| 5    | Austria        | 0   | 0     | 2      | 2     |
|      | TOTAL          | 5   | 5     | 5      | 15    |